# 安德里伊夫卡 (烏日霍羅德區)
48°31′34″N 22°32′59″E / 48.52611°N 22.54972°E
安德里伊夫卡（烏克蘭語：Андріївка）是位於烏克蘭西部的村莊，由外喀爾巴阡州烏日霍羅德區的謝列德內市鎮負責管轄。該村始建於1961年，面積0.54平方公里，2001年人口280，人口密度每平方公里520人。